# زیسهاوپت
زیسهاوپت (به آلمانی: Seeshaupt) یک شهر در آلمان است که در بایرن واقع شده‌است.

## خصوصیات
زیسهاوپت ۲۹٫۹۷ کیلومترمربع مساحت دارد ۵۹۷ متر بالاتر از سطح دریا واقع شده‌است.

## نگارخانه

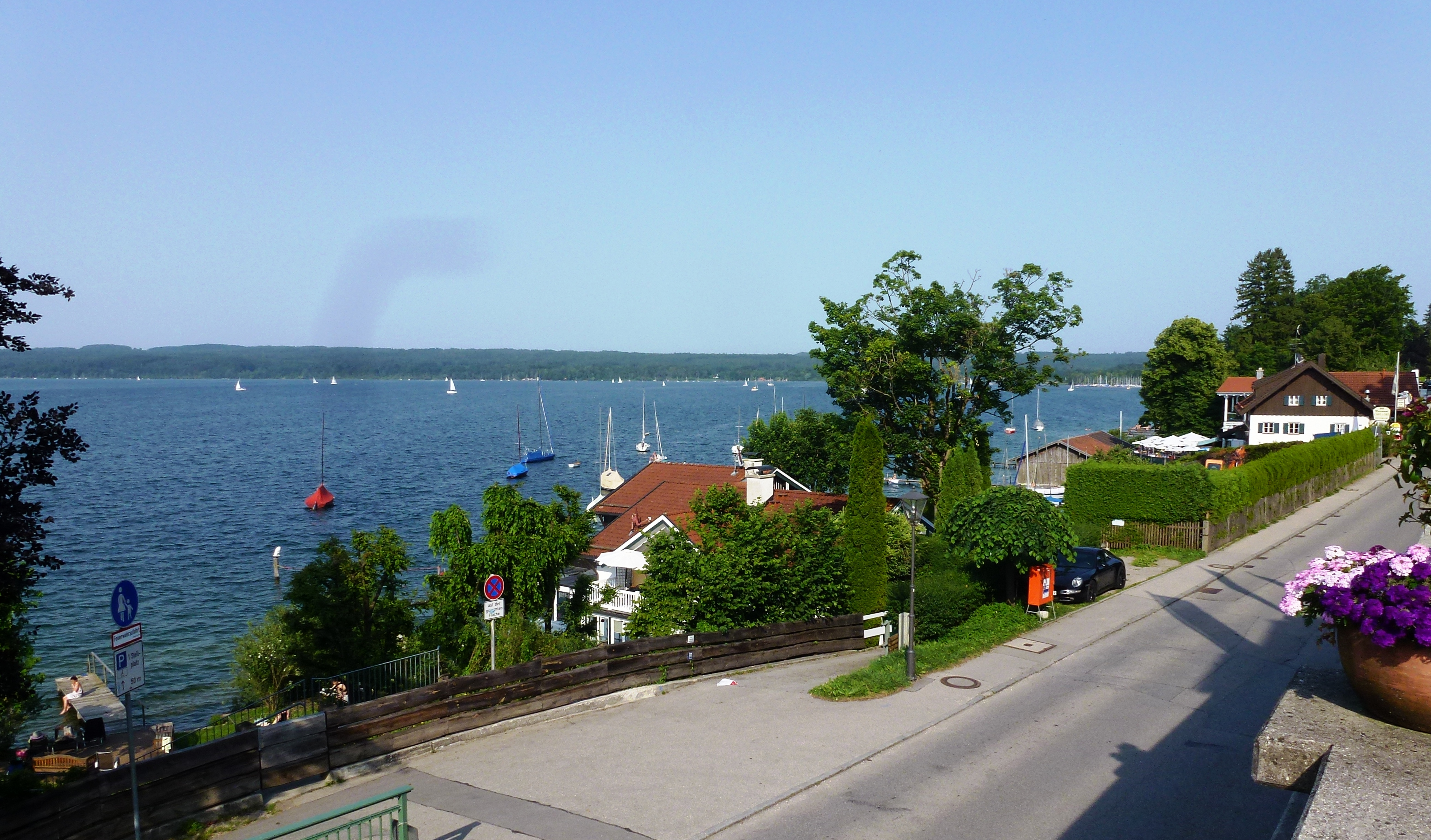
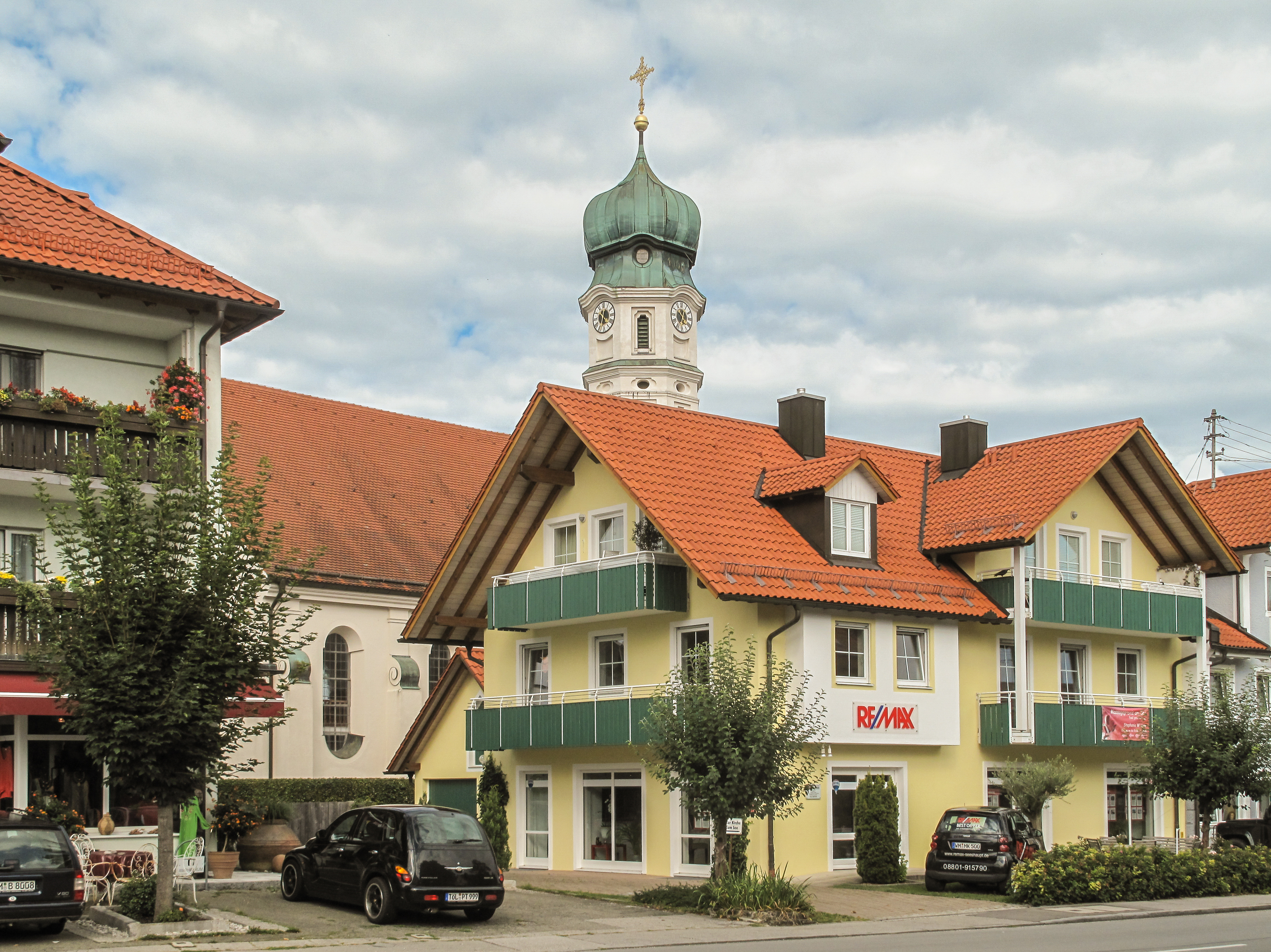